# Острецово (Богородское сельское поселение)
Острецово — деревня в Усть-Кубинском районе Вологодской области.
Входит в состав Богородского сельского поселения (с 1 января 2006 года по 9 апреля 2009 года входила в Авксентьевское сельское поселение), с точки зрения административно-территориального деления — в Авксентьевский сельсовет.
Расстояние до районного центра Устья по автодороге — 60 км, до центра муниципального образования Богородского по прямой — 7 км. Ближайшие населённые пункты — Ульяновская, Капелино, Кулаково.
По переписи 2002 года население — 10 человек.